# Ernest Crofts

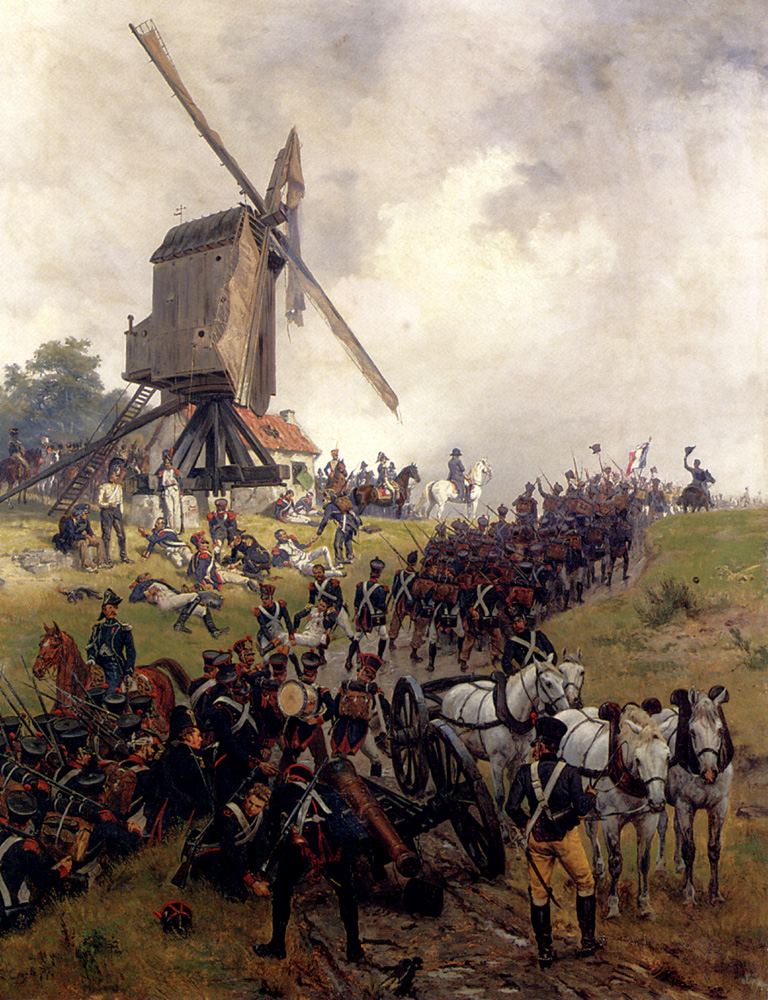
Crofts: Battle of Ligny

Ernest Crofts (* 15. September 1847 in Leeds, Yorkshire; † 19. März 1911 in London) war ein englischer Maler der Düsseldorfer Schule. Er ist für Historien- und Schlachtengemälde bekannt. Seine Werke zeichnen sich durch eindeutige politisch-historische Aussagen aus. Dabei legte er aber immer großen Wert auf Stimmung, wie Wirkung von Licht und Schatten, Landschaft etc. und vergaß dabei nie die Genauigkeit der Darstellung bis in die Details.

## Leben
Crofts war der Sohn des Friedensrichters John Crofts und dessen Ehefrau Ellen Wordsworth. Durch seine Mutter war Crofts mit dem Dichter William Wordsworth verwandt. Seine jüngere Schwester Ellen heiratete später den Botaniker Francis Darwin, einen Sohn von Charles Darwin.
Crofts besuchte die Schule in Rugby (Warwickshire). Bereits während seiner Schulzeit erkannten seine Lehrer dessen künstlerische Fähigkeiten und die Schule bemühte sich bald um ein Stipendium für ihn. Finanziell versorgt konnte Crofts dann in Berlin Kunst studieren. Noch im selben Jahr bekam er dort eine Anstellung bei einem Militärarzt und begleitete diesen im Sommer 1864 in den Deutsch-Dänischen Krieg.
Im Oktober desselben Jahres kehrte Crofts zurück nach London und wurde Schüler des Historienmalers Alfred B. Clay (1831–1868). Als dieser vier Jahre später unerwartet starb, versuchte Crofts, sich als Künstler selbständig zu machen, scheiterte aber schon nach kurzer Zeit. Ende 1869 ging Crofts nach Deutschland und wurde in Düsseldorf, um dort an der Königlich-Preußischen Kunstakademie zu studieren. Meistenteils war er Schüler des Malers Emil Hünten. Schon bald lernte er dort Elisabeth Wüsthofen kennen, die er 1872 in Düsseldorf heiratete. Mit ihr hatte er eine Tochter.
Seinen künstlerischen Durchbruch hatte er ab etwa 1872 mit Darstellungen aus dem Deutsch-Französischen Krieg. Eines seiner ersten Bilder in diesem Genre war Rückzug der Franzosen bei Gravelotte. Dieses Bild wurde anlässlich einer Ausstellung der Royal Society 1874 prämiert. Dieser Erfolg brachte es mit sich, dass Crofts Werke nun regelmäßig auf Ausstellungen der Royal Society zu sehen waren. 1878 nahm die Royal Society Crofts als „Associate“ auf und er bedankte sich dafür mit dem Bild Wellington’s march to Waterloo.
Von 1882 bis 1889 war Crofts Mitglied des Künstlervereins Malkasten. Gemeinsam mit Henry Enfield trat er im August 1884 dem Düsseldorfer Ruderverein bei. 1896 wurde Crofts zum Mitglied der Royal Society ernannt und zwei Jahre später verlieh man ihm dort den Status eines „Keepers“.
Crofts starb am 19. März 1911 an einer Lungenentzündung im Burlington House (Royal Academy of Arts) in London. Der Trauergottesdienst fand am 23. März in St. James’s Church (Piccadilly) statt und seine letzte Ruhestätte fand er auf dem Kensal Green Cemetery. Am 19. Dezember desselben Jahren ließ Crofts Witwe den gesamten künstlerischen Nachlass (inklusive des Ateliers) vom Auktionshaus Christie’s versteigern.

## Werke (Auswahl)
- Rückzug der Franzosen bei Gravelotte (um 1873), Szene des Beschusses einer französischen Infanterie-Einheit im Deutsch-Französischen Krieg 1870/1817, Museum Kunstpalast, Düsseldorf[1]
- Schlacht bei Ligny (1875)
- Morning of the battle of Waterloo (1876)
- Evening of the battle of Waterloo (1879)
- The empty saddle (1882)
- Napoleon and the Old Guard at Waterloo (1895)

## Bilder

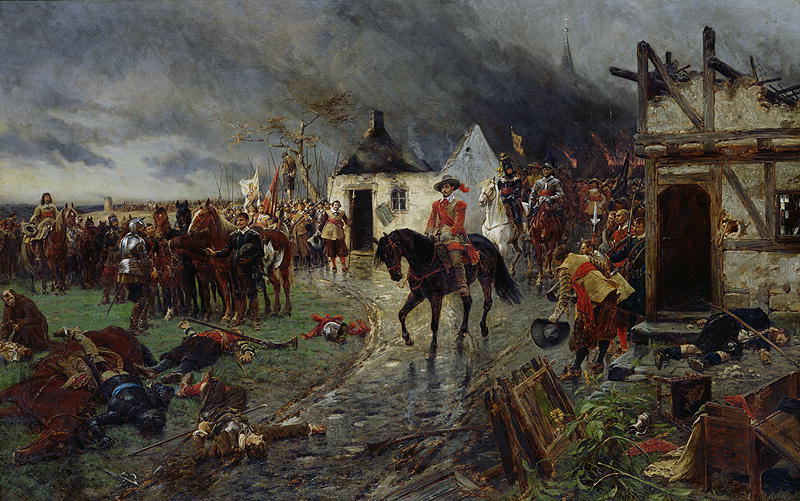
Wallenstein: Eine Szene aus dem Dreißigjährigen Krieg, 1884
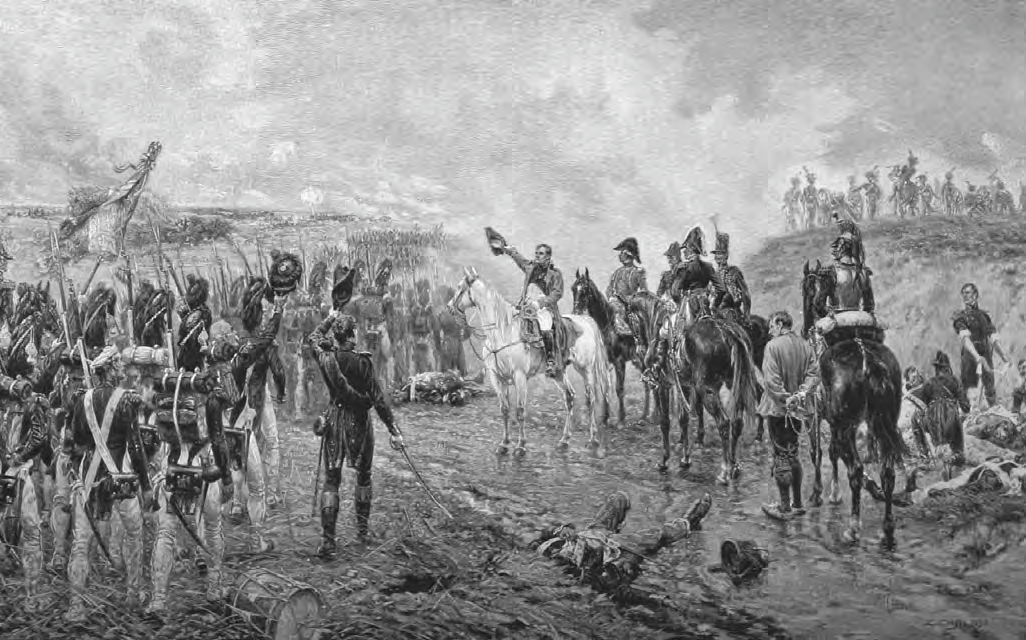
Napoleons letzter großer Angriff in Waterloo 1895
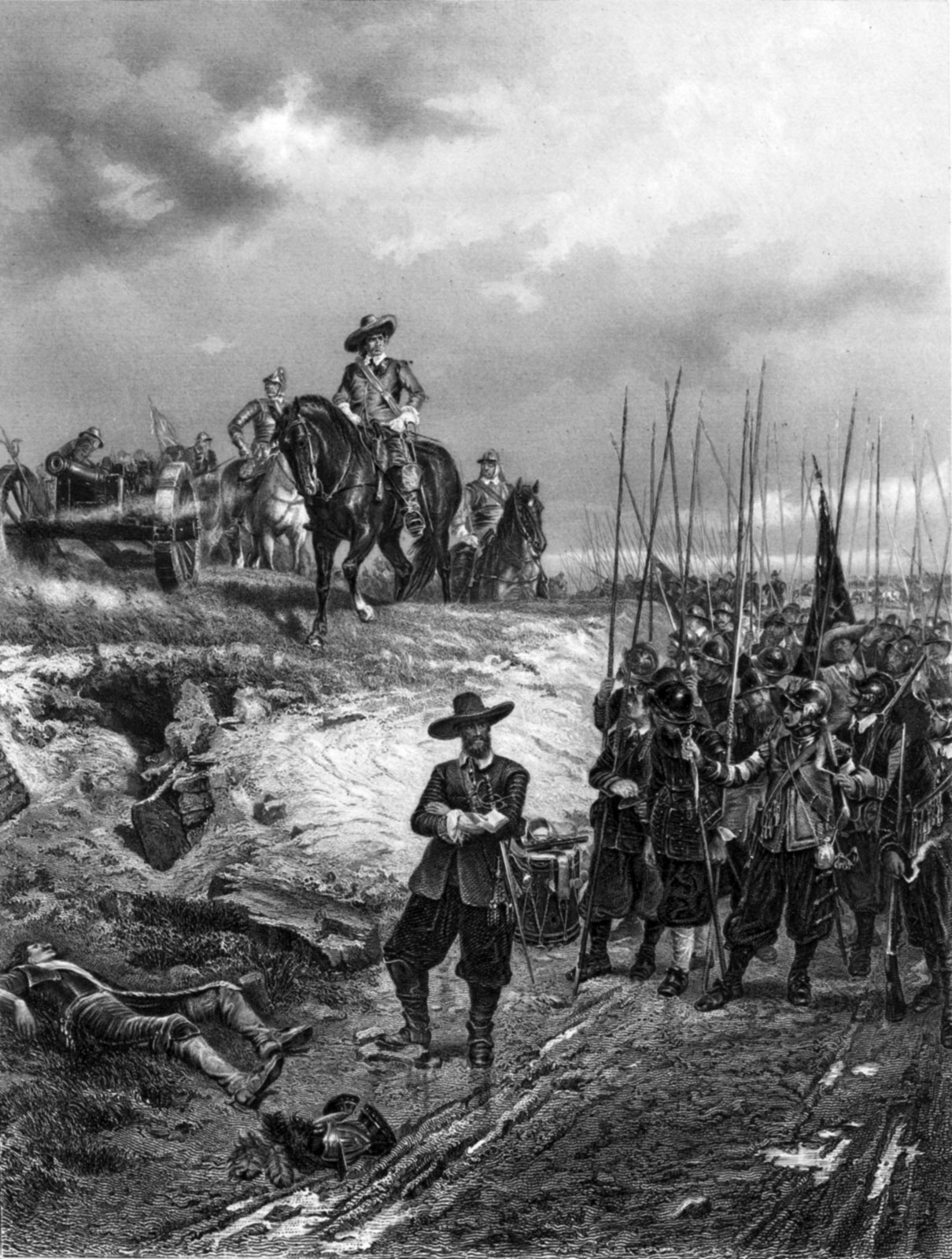
Oliver Cromwell in der Schlacht von Marston Moore, 1877
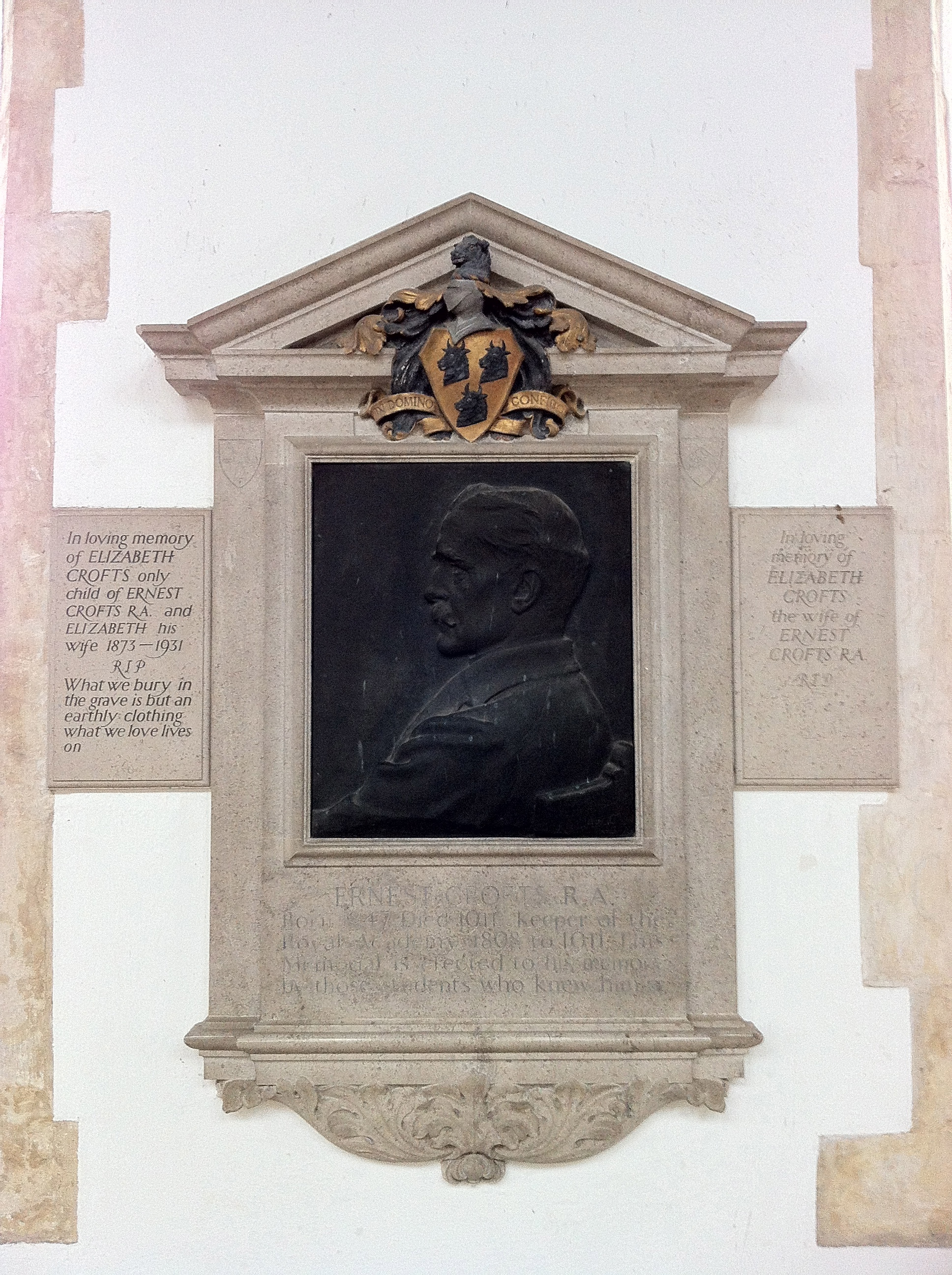
Erinnerungstafel an Crofts, Holy Trinity Blythburgh